# مقاطعة فولكنير (أركنساس)
مقاطعة فولكنير (بالإنجليزية: Faulkner County)‏ هي إحدى مقاطعات ولاية أركنساس في الولايات المتحدة الأمريكية.